# Varese
Varese (lombardul Vares) olasz város, Lombardiában. Az azonos nevű megye központja.

## Fekvése
A svájci határ közelében, Milánótól 55 km-re északra, a Lago Maggiore és a Comói-tó között terül, az Alpok lábánál.

## Története
A Villa Mirabellóban (régészeti múzeum) látható leletek szerint már Kr. e. 5000-ben lakott település volt. A császárkor óta a Milánó felé menő stratégiai fontosságú út mellett terült el. Egy 1068-ból származó irat kereskedelmi helyként jelöli meg.
A középkorban a Milánói Hercegséghez tartozott, akkoriban jelentős erődítéseket végeztek, amelyek között a Castello di Belforte, 1164-ben és 1175-ben Barbarossa Frigyes német-római császárt is vendégül látta. 1168-ban belépett a Lombard Ligába. III.Henrik császár alatt, a pápaság elleni eretnek-harcban a milánói Viscontiak oldalán, a comói Torriani család ellen harcolt, amelyben a comóiak végül is kirabolták és erődítményeit jórészt lerombolták.
1237-ben Varese Milánó oldalán Barbarossa unokája, II.Frigyes császár ellen küzdött.
A trecentóban már alkotmány szabályozta a városi életet. A 17. században a protestáns fenyegetés ellen küzdött, majd járványok pusztították, amelyek közül az 1628-ast Alessandro Manzoni a Jegyesek című művében énekli meg. 1752-ben nemzetközi politika színterévé vált - ha rövid időre is - a Svájc határait megállapító kongresszus révén. 1757-ben vált Varese a hasonnevű megye székhelyévé.
Francesco d’Este (III. Ferenc), Modena hercege lett Milánó Ausztria által kinevezett kormányzója. 1766-ban Mária Terézia császárnőtől hűbérbirtokba kapta Varese városát is, ahonnan egész Lombardiát kívánta irányítani. Francesco d’Este alatt nyerte el a város legfényesebb ragyogását.
1797-ben a francia forradalom szele is megütötte, majd Bonaparte Napóleon 1799-ben Joséphine de Beauharnais és Murat kíséretében fényes ünneplésben részesült.
1816-ban, I. Ferdinánd osztrák császár, önállóságát elvéve, Como megyéhez csatolta.
1830-ban gázvilágítást kapott, 1857-ben Varese elnyerte a királyi város rangját, majd vasútépítésbe fogtak. 1865-ben futott be az első szerelvény Gallarate felől a Milánó-Varese vonalon.
1859-ben a második függetlenségi háborúban a Giuseppe Garibaldi vezette alpesi vadászok fölszabadították a várost a győztes varesei csata során, amely így formailag a Szárd Királysághoz került. A nemzeti egység létrejötte, 1861-ben ugródeszkául szolgált Varese fejlődéséhez. Az ipari-gazdasági fejlődés rohamléptekkel haladt előre. Luxusvillák, parkok százai és kisebb villák ezrei épültek ekkor tiszta Liberty-stílusban. Sommaruga műépítész, a 900-as évek elején építette a ma is működő Grand Hotel Palace-t, a Grand Hotel Excelsiort (ma a prefettura székhelye), a Grand Hotel Campo dei Fiorit, amely mára elhagyatott állapotba került.
1927-ben a Nemzeti Fasiszta Párt (PNF), új szerepet szánt Varesének; Mussolini székhellyé tette, a Varese, Gallarate és Busto Arsizio között a székhelységért folyó versenyben. Egyidejűleg a községi területét nagymértékben megnövelték a 9 határos községgel: Bizzozero, Bobbiate, Capolago, Induno Olona (amely 1950-ben megint különvált, Bregazzana nélkül), Lissago, Masnago, Sant’Ambrogio Olona, Santa Maria del Monte e Velate. 1929-ben annektálta még Calcinate del Pesce, Gudo, Gaggio e Mustonate községeket is. Abban az időben volt az utolsó nagy gazdasági és turisztikai fejlesztés, a szabadságjogok korlátozásával, amelyet a fasiszta rendszer finanszírozott.
1927-ben - Olaszországban az elsők között - megalapították a Varesei Rotary Clubot.

## Népessége
A népesség számának alakulása:

## Gazdasága
Varese mindig is fontos ipari város volt, egykor a textil-, a bőr-, és a fémfeldolgozás volt a jelentős, ma különösen az elektronikában és a repülőgépgyártásban jeleskedik a város, ilyen gyárak: az Aermacchi (Repülőgépgyár), AgustaWestland (helikopter-összeszerelő gyár), Cagiva (motorgyár, a gyárneve egy mozaikszó: CAstiglioni GIovanni VArese), Ignis-üzem, és itt van a Whirlpool leányvállalata.

## Oktatás
Varesében található az „európai iskola”, ahol 4 és 18 év közötti diákoknak tanítanak európai nyelveket.

## Közlekedés
Három vasútállomása van: Stazione di Varese, Stazione di Varese Casbeno és Stazione di Varese Nord. A Bizzozzero-Gurone állomást 1939-ben és a Bizzozzero-Gurone állomást 1955-ben bezártak. A várostól délre található a Milánó-Malpensai repülőtér.

## Híres szülöttei
- Flaminio Bertoni, designer és szobrász, sz. Masnagóban, 1903-ban.
- Giulio Bizzozero, hisztológus (szövettanász), sz. 1846.
- Laura Bono, énekes, zeneszerző, sz. 1979-ben.
- Flavio Premoli, billentyűs és zeneszerző, sz. 1949-ben.
- Giuseppe Bonomi, manager, sz. 1958-ban.
- Matteo Bordone, újságíró és rádiós műsorvezető, sz. 1974-ben.
- Lilli Carati, színésznő
- Giacomo Campiotti, rendező, sz. 1957-ben.
- Bernardino Castelli, szobrász, sz. Velatében 1646-ban.
- Edoardo Costa, színész, sz. 1967-ben.
- Emilio Dandolo, patrióta, sz. 1830-ban
- Enrico Dandolo, patrióta, sz. 1827-ben.
- Renato De Maria, rendező, sz. 1958-ban.
- Francesco De Tatti, festő, működött 1512 és 1527 között.
- Liliano Frattini, újságíró és pranoterapeuta, sz. 1934-ben.
- Don Giuseppe Gervasini, sacerdote, sz. Sant'Ambrogio Olonában, 1867-ben.
- Massimiliano Cavallari, komikus és színész, sz. 1963-ban.
- Roberto Maroni, politikus, sz. 1955-ben.
- Franco Matticchio, képregényrajzoló, sz. 1957-ben.
- Mario Monti, közgazdász, 2011-től Olaszország miniszterelnöke, sz. 1943-ban.
- Attilio Nicora, bíboros, sz. 1937-ben.
- Aldo Nove, író, sz. 1967-ben.
- Cesare Paravicini, patrióta és politikus, sz- Milánóban, 1810-ben, de Varesében élt.
- Pio Pion, vállalkozó, sz. 1887-ben.
- Luigi Sacco, a feketehimlő-vakcina úttörő orvosa sz. 1769-ben.
- Francesco Scardamaglia, forgatókönyvíró, producer-rendező, sz. 1945-ben.
- Carlo Scognamiglio, politikus, sz. 1944-ben.
- Don Vittorione, presbiter és misszionárius, sz. 1926-ban.
- Giuseppe Zamberletti, politikus, sz. 1933-ban.
- Giuseppe Pambieri,  színész, sz. 1944-ben.

## Látnivalók
- Sacro Monte di Varese -  ami 2003 óta az UNESCO világörökség része
- San Vittore-templom - jelenlegi formájában 1600 körül, Pellegrini Tibaldi tervei szerint épült, 72 m magas négyzetes alaprajzú és öt különböző nagyságú szintre tagolt, gazdagon díszített harangtornya valamivel későbbi keletű. Legújabb része klasszicista stílusú homlokzata, amely Leopoldo Pollak műve és 1795-ből származik.
- San Giovanni-keresztelőkápolna - a 12. század végén épült egy 8. századi kápolna alapjaira.
- Giardini Pubblici - a város nagy parkja
- Palazzo Ducale - Modena hercege palotájának épült 1770-ben. Nyugati szárnyában kapott helyet a 70000 kötetes Biblioteca Civica (Városi könyvtár).
- Villa Mirabello - a 18. században épült

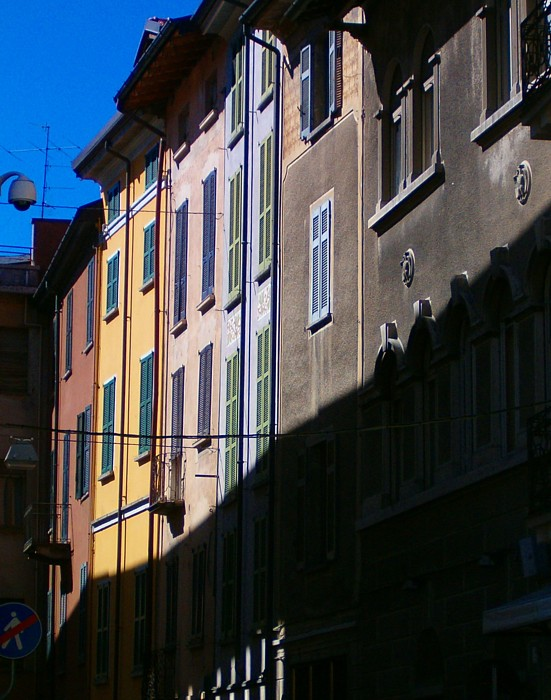
Az óváros
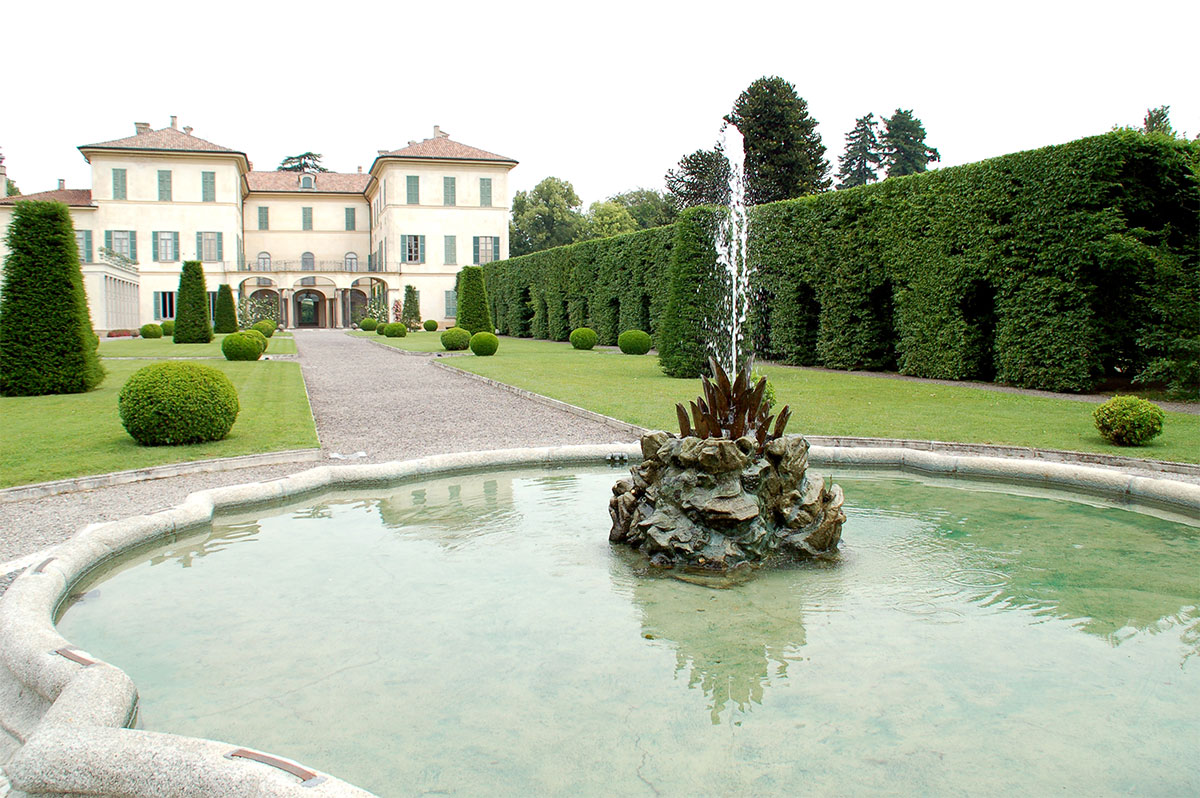
Villa Panza
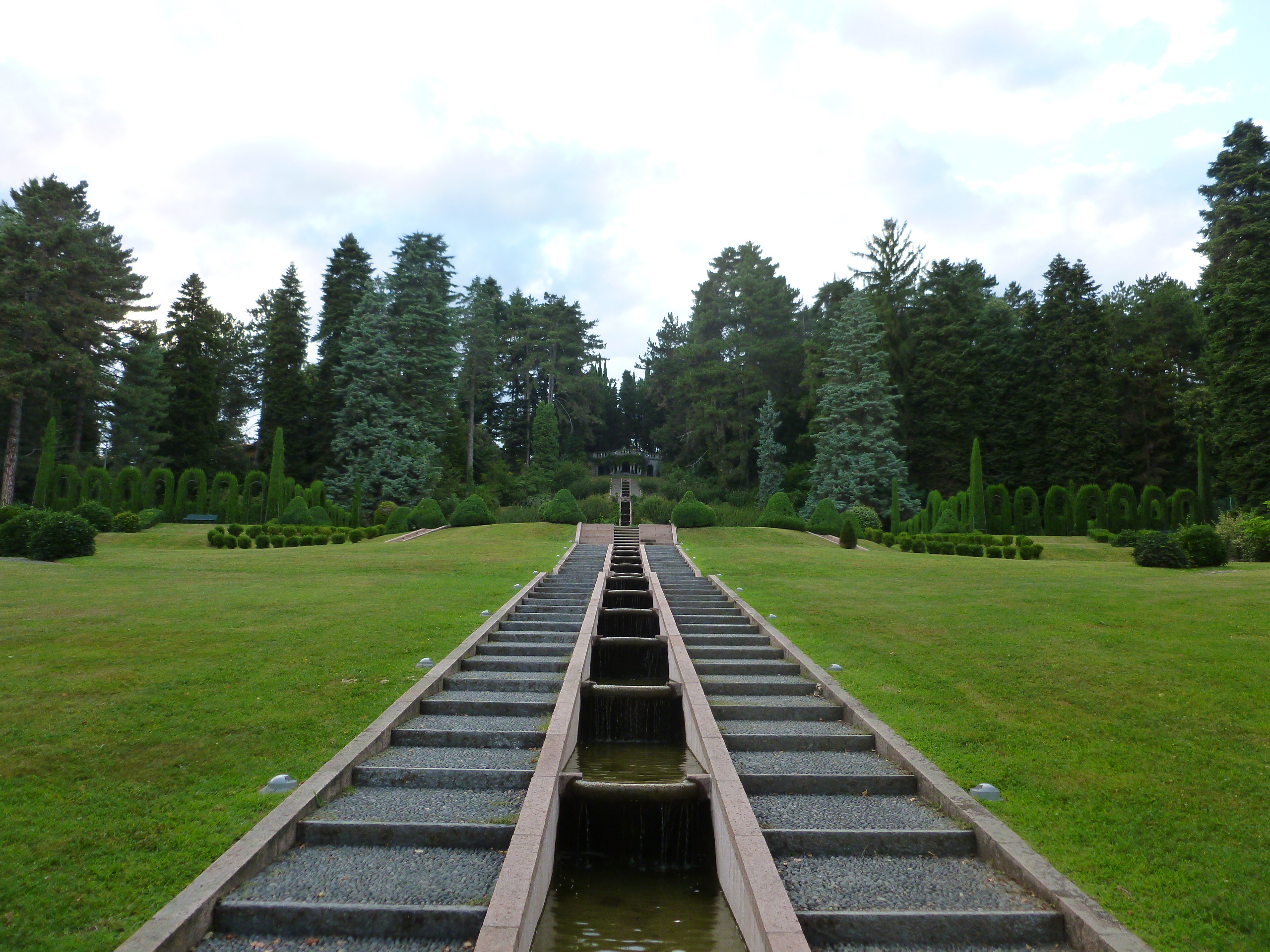
A vízlépcső a Villa Toeplitz kertjében
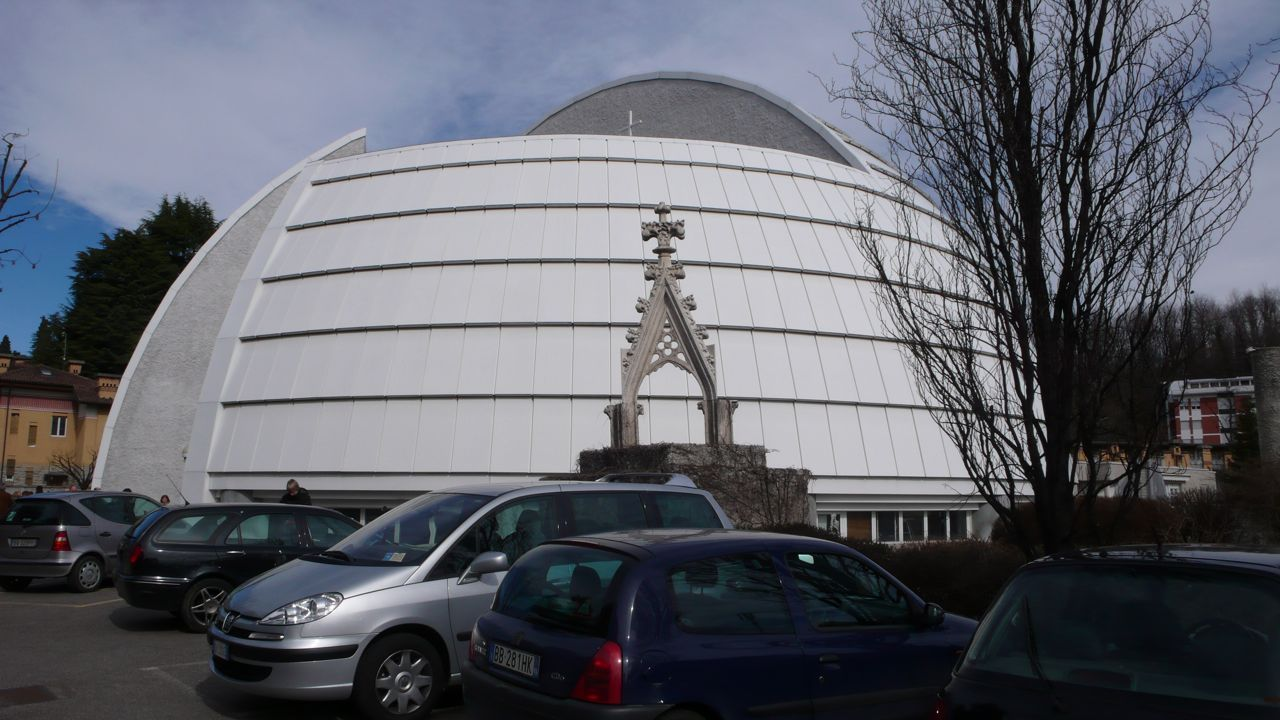
San Massimiliano Kolbe
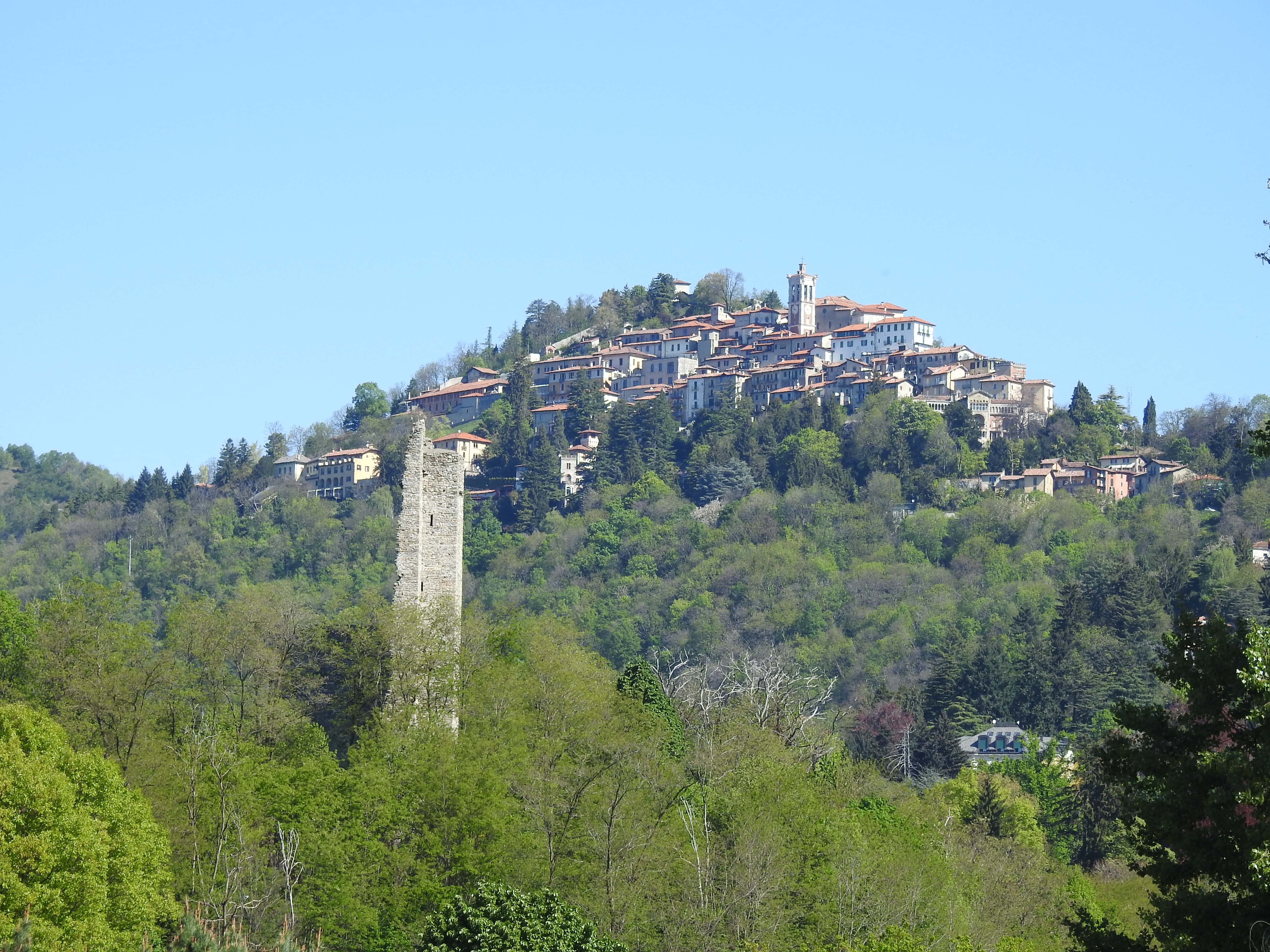
Santa Maria del Monte
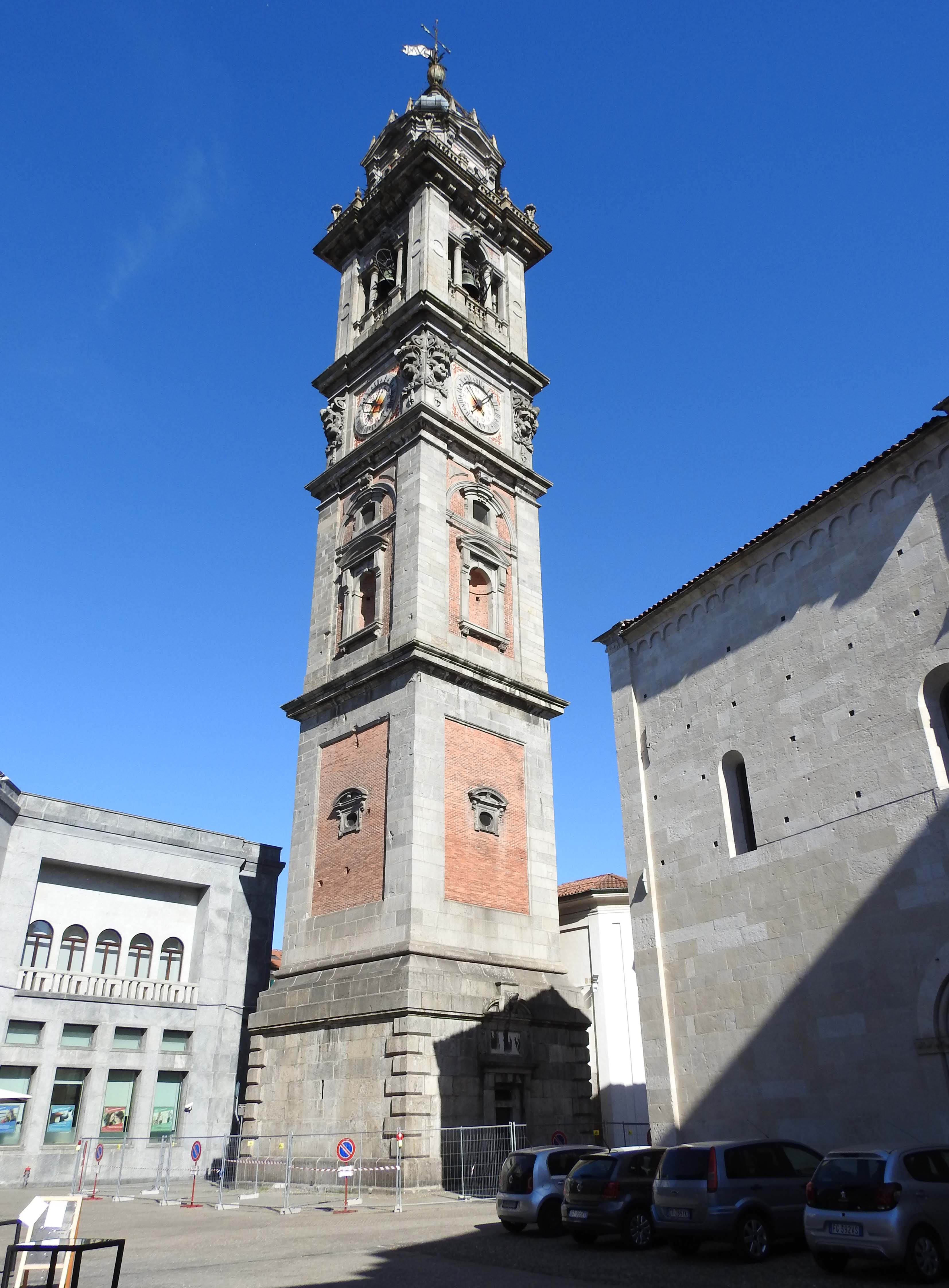
Campanile Basilica San Vittore
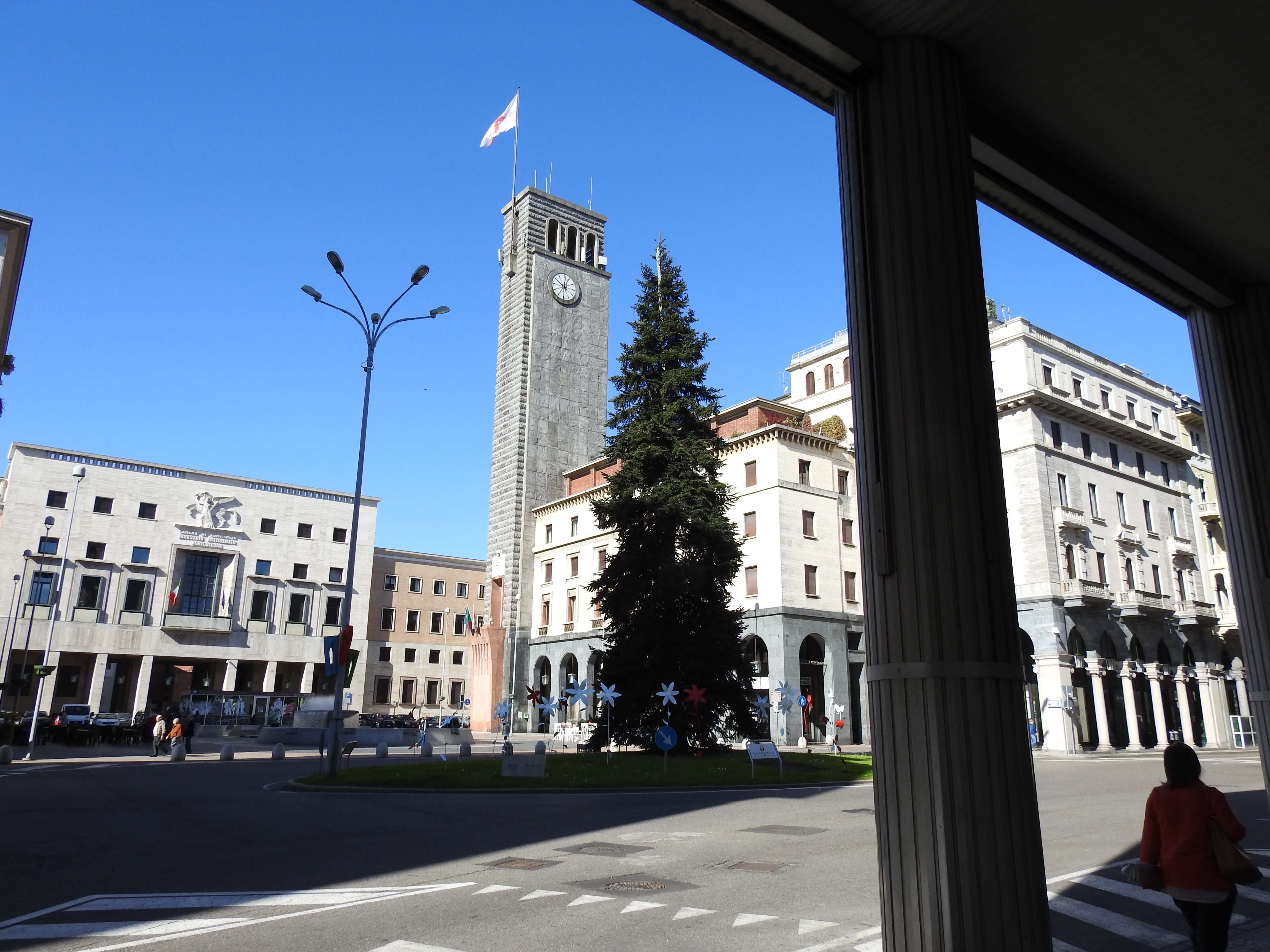
Piazza Monte Grappa és Torre Civica
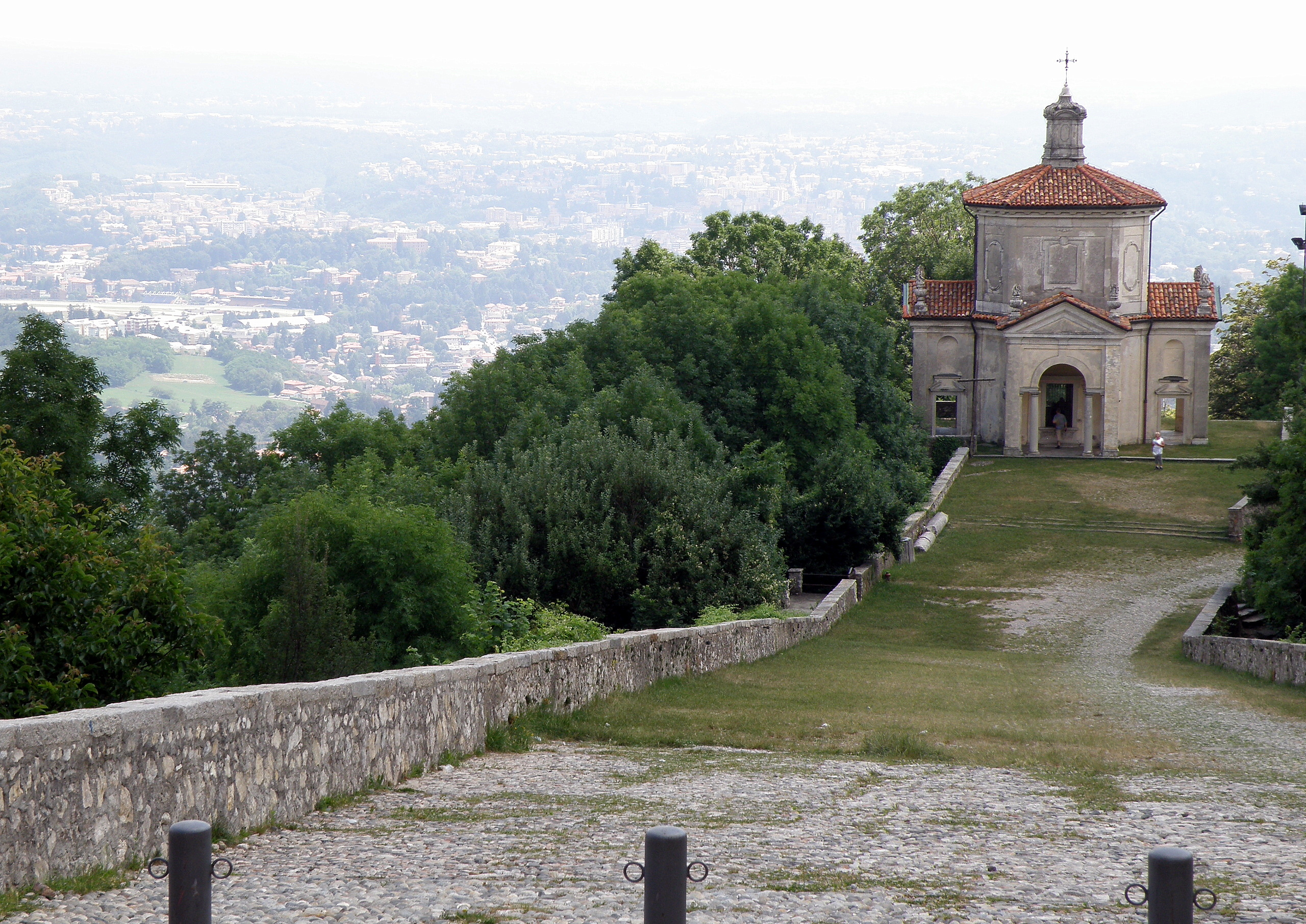
Sacro Monte

## Testvérvárosok
- Franciaország Romas-sur-Isère, (1957 óta)
- Románia Gyulafehérvár, (2003 óta)